# Saison 2 de Hung
Chronologie
Saison 1 Saison 3
Cet article présente le guide des épisodes de la deuxième saison de la série télévisée américaine Hung.

## Épisode 1:Juste le bout
- États-Unis : 27 juin 2010 sur HBO
- France : 5 octobre 2010 sur Orange Cinémax[2],[3]
- Suisse : 27 janvier 2011 sur TSR1[4]
- Belgique : 7 septembre 2011 sur Be Séries[5]
- Québec :

- États-Unis : 2,44 millions de téléspectateurs[6] (première diffusion)

## Épisode 2:Tuscon est l'antichambre de la baise
- États-Unis : 11 juillet 2010 sur HBO
- France : 5 octobre 2010 sur Orange Cinémax[3]
- Suisse : 3 février 2011 sur TSR1[7]
- Belgique : 7 septembre 2011 sur Be Séries
- Québec :

- États-Unis : 2,55 millions de téléspectateurs[8] (première diffusion)

## Épisode 3:Sers-toi de ton mental comme d'un flingue ou Bang Bang Bang Bang! Enfoirée de mes deux
- États-Unis : 18 juillet 2010 sur HBO
- France : 12 octobre 2010 sur Orange Cinémax[3]
- Suisse : 10 février 2011 sur TSR1[9]
- Belgique : sur Be Séries
- Québec :

- États-Unis : 2,53 millions de téléspectateurs[10] (première diffusion)

## Épisode 4:Joyeux Anniversaire ou Le Marbre
- États-Unis : 25 juillet 2010 sur HBO
- France : 12 octobre 2010 sur Orange Cinémax[3]
- Suisse : 17 février 2011 sur TSR1[11]
- Belgique : sur Be Séries
- Québec :

- États-Unis : 2,35 millions de téléspectateurs[12] (première diffusion)

## Épisode 5:Amniotique ou Merci, Jimmy Carter
- États-Unis : 1er août 2010 sur HBO
- France : 19 octobre 2010 sur Orange Cinémax[3]
- Suisse : 24 février 2011 sur TSR1[13]
- Belgique : sur Be Séries
- Québec :

- États-Unis : 2,43 millions de téléspectateurs[14] (première diffusion)

## Épisode 6:Au royaume des castors
- États-Unis : 8 août 2010 sur HBO
- France : 19 octobre 2010 sur Orange Cinémax[3]
- Suisse : 3 mars 2011 sur TSR1[15]
- Belgique : sur Be Séries
- Québec :

- États-Unis : 2,53 millions de téléspectateurs[16] (première diffusion)

## Épisode 7:C'est compliqué le Moyen-Orient
- États-Unis : 15 août 2010 sur HBO
- France : 19 octobre 2010 sur Orange Cinémax[3]
- Suisse : 10 mars 2011 sur TSR1[17]
- Belgique : sur Be Séries
- Québec :

- États-Unis : 2,48 millions de téléspectateurs[18] (première diffusion)

## Épisode 8:Tu touches au but ou L’Allergie
- États-Unis : 22 août 2010 sur HBO
- France : 26 octobre 2010 sur Orange Cinémax[3]
- Suisse : 17 mars 2011 sur TSR1[19]
- Belgique : sur Be Séries
- Québec :

- États-Unis : 2,42 millions de téléspectateurs[20] (première diffusion)

## Épisode 9:Du fric avec des sentiments ou C'est à moi qu'elle est allergique
- États-Unis : 29 août 2010 sur HBO
- France : 26 octobre 2010 sur Orange Cinémax[3]
- Suisse : 24 mars 2011 sur TSR1[21]
- Belgique : sur Be Séries
- Québec :

- États-Unis : 2,53 millions de téléspectateurs[22] (première diffusion)

## Épisode 10:On est quitte ou Le Gosse le plus veinard de Détroit
- États-Unis : 12 septembre 2010 sur HBO
- France : 26 octobre 2010 sur Orange Cinémax[3]
- Suisse : 31 mars 2011 sur TSR1[23]
- Belgique : sur Be Séries
- Québec :

- États-Unis : 2,31 millions de téléspectateurs[24] (première diffusion)